# Bangin'
Bangin' é o segundo álbum de estúdio da banda The Outfield, lançado em 1987.

## Faixas
Todas as faixas compostas pelo guitarrista John Spinks.
1. Somewhere In America (4:12)
2. Bangin' On My Heart (3:57)
3. No Surrender (4:47)
4. Moving Target (4:18)
5. Long Way Home (4:22)
6. Playground (4:59)
7. Alone With You (3:17)
8. Main Atraction (3:54)
9. Better Than Nothing (4:04)
10. Since You've Been Gone (4:46)[1]

| Críticas profissionais                                                      | Críticas profissionais |
| Avaliações da crítica                                                       | Avaliações da crítica  |
| Fonte                                                                       | Avaliação              |
| --------------------------------------------------------------------------- | ---------------------- |
| allmusic                                                                    | [ 2 ]                  |
| Esta tabela precisa de ser acompanhada por texto em prosa. Consulte o guia. |                        |

## Desempenho nas paradas musicais
| Parada musical (1987)          | Melhor posição |
| ------------------------------ | -------------- |
| Estados Unidos (Billboard 200) | 18             |